# Furiology
Furiology è il primo album in studio del cantautore italiano Marco Forieri, pubblicato il 3 giugno 2016. 

## Descrizione
L'uscita dell'album è stata preceduta da una campagna di raccolta fondi che è stata sostenuta da più di 800 contributori.
Il primo singolo estratto dall'album è Orietta Berti, il cui video viene pubblicato in anteprima sul sito di TGcom24 , con la regia di Giovanni Pellegrini e Riccardo Castelli e girato interamente a Forte Marghera con il contributo raccolto durante la campagna di raccolta fondi Furio Nudo.

## Tracce
1. Furio xe qua
2. Molesto
3. Gay Pride
4. Orietta Berti
5. Carico
6. Cosa fa l'amore
7. Stasera me fasso mal
8. No xe cussì inposibile
9. Ciao papà
10. Fradei